# Thibault de Montalembert

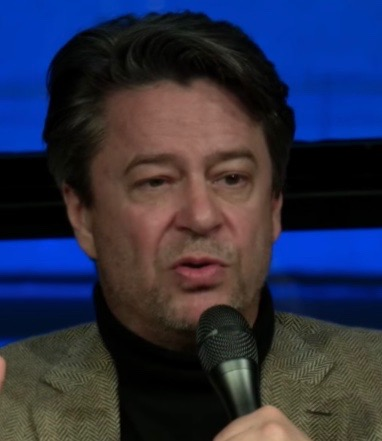
Thibault de Montalembert (2019)

Thibault de Montalembert (* 10. Februar 1962 in Laval, Frankreich) ist ein französischer Theater-, Film- und Fernsehschauspieler.

## Leben
Thibault de Montalembert stammt aus einer Adelsfamilie, deren Ursprünge bis in den Ersten Kreuzzug zurückreichen. Aufgewachsen ist er in Paris und im Familienschloss Hauterive, das 1975 verkauft wurde.
Seine Eltern waren Pierre Marie Charles François de Montalembert (1914–2009), und Irin Yolande FitzGerald (1916–2011). Er hat sechs ältere Geschwister, darunter Hugues de Montalembert.

## Filmografie (Auswahl)
- 1991: Das Leben der Toten (La vie des morts)
- 1992: Die Wache (La sentinelle)
- 1992: Indochine
- 1996: Ich und meine Liebe (Comment je me suis disputé … (ma vie sexuelle))
- 1998: American Cuisine (Cuisine américain)
- 2001: Der Pornograph (Le pornographe)
- 2010: Outside the Law (Hors-la-loi)
- 2013–2017: The Tunnel – Mord kennt keine Grenzen (Tunnel) (TV-Serie, 16 Folgen)
- 2015–2020: Call My Agent! (Dix pour cent) (TV-Serie, 24 Folgen)
- 2016: Monsieur Chocolat (Chocolat)
- 2016: Jacques – Entdecker der Ozeane (L’odyssée)
- 2016: Éternité (Eternity)
- 2017: Madame Aurora und der Duft von Frühling (Aurore)
- 2019: The King
- 2019: The Collapse (L'effondrement)
- 2020: Miss Beautiful (Miss)
- 2022: Im Westen nichts Neues
- seit 2023: Heartstopper (TV-Serie, 2 Folgen)
- 2024: Franklin (Miniserie)